# Panthersville, Georgia
Panthersville är en ort (CDP) i DeKalb County, i delstaten Georgia, USA. Enligt United States Census Bureau har orten en folkmängd på 9 749 invånare (2010) och en landarea på 9,5 km².